# Amt Lotte
Das Amt Lotte war ein Amt im Kreis Tecklenburg in Nordrhein-Westfalen. Im Rahmen der nordrhein-westfälischen Gebietsreform wurde das Amt zum 1. Januar 1975 aufgelöst.

## Geschichte
Im Rahmen der Einführung der Landgemeindeordnung für die Provinz Westfalen wurde 1844 im Kreis Tecklenburg aus der Bürgermeisterei Lotte das Amt Lotte gebildet, dem die beiden Gemeinden Lotte und Wersen angehörten.
Das Amt Lotte wurde zum 1. Januar 1975 durch das Münster/Hamm-Gesetz aufgelöst. Die beiden Gemeinden des Amtes wurden mit einigen Flurstücken der Gemeinde Westerkappeln zur neuen Gemeinde Lotte zusammengeschlossen, die auch Rechtsnachfolgerin des Amtes ist und zum neuen Kreis Steinfurt gehört.

## Einwohnerentwicklung
| Jahr | Einwohner | Quelle |
| ---- | --------- | ------ |
| 1858 | 2308      | [ 2 ]  |
| 1871 | 2239      | [ 3 ]  |
| 1885 | 2203      | [ 4 ]  |
| 1910 | 2486      | [ 5 ]  |
| 1939 | 3142      | [ 6 ]  |
| 1950 | 4747      | [ 7 ]  |
| 1974 | 9674      | [ 7 ]  |